# Affaire Goëzman
L'affaire Goëzman, ou Goetzmann, qui connut un grand retentissement dans les années 1773 - 1774 en France et en Europe, suscita un vif intérêt de la part du public cultivé et des journaux de l'époque.

## Description
Tout commence le 17 juillet 1770, à la mort du financier Joseph Pâris Duverney dont les dispositions testamentaires sont prises en faveur de son associé Pierre-Augustin Caron de Beaumarchais. Ces dispositions sont contestées férocement par le comte de La Blache, légataire universel du financier. Aucun arrangement n'ayant pu être trouvé entre les deux parties, s'ouvre alors un procès. En 1772, Beaumarchais en gagne la première instance.
Mais en 1773, Louis Valentin Goëzman de Thurn, célèbre criminaliste qui s'était illustré dans l'affaire de Bretagne (ou affaire La Chalotais) est nommé rapporteur. Afin d'obtenir des audiences positives de son mari, Beaumarchais, inquiet, offre à Mme Goëzman un présent de cent quinze louis, dont quinze étaient destinés au secrétaire de Louis Valentin, ainsi qu'une montre sertie de diamants. Gabrielle Julie Goëzman accepte le présent et promet de tout restituer, dans le cas où Beaumarchais devait perdre le procès. Le 6 avril, Goëzman rend un avis défavorable et accuse Beaumarchais de faux en écriture, alors que celui-ci est  déjà emprisonné   pour  l'affaire du   duc de Chaulnes. Beaumarchais se retrouve alors au bord de la ruine, isolé et sans secours. Certes, il se voit restituer ses « épices », exception faite des quinze louis qui devaient jouer un rôle central par la suite.
En juin, l'affaire rebondit puisque Goëzman porte à son tour plainte contre Beaumarchais qui est décrété « d'ajournement personnel » un mois plus tard. Le 18 octobre, animé par l'énergie du désespoir, Beaumarchais fait reprendre la procédure et publie du mois de septembre au mois de décembre trois mémoires satiriques et piquants où Goëzman, son épouse et son secrétaire sont tournés en ridicule. La publication d'une quatrième pièce en février 1774 fait scandale à la Cour. Ses mémoires sont tirés à des dizaines de milliers d'exemplaires et joués dans les théâtres.  Louis XV, qui a lu les mémoires, s'en indigne et refuse la représentation de son Barbier de Séville.
Mais le vent tourne et les mémoires produisent l'effet escompté, mettre les rieurs de son côté. Le 23 décembre, l'ancien rapporteur est à son tour décrété « d'ajournement personnel ».
L'affaire, qui passionne le public qui en suit le cours grâce aux Mémoires, se solde par un arrêt du 26 février 1774. Le Parlement de Paris condamne Beaumarchais et la dame Goëtzman au blâme et à une amende ; Gabrielle Julie est en outre condamnée à restituer les fameux quinze louis, pour être employés au pain des prisonniers de la Conciergerie. Le même arrêt ordonne que les mémoires de Beaumarchais soient lacérés et brûlés par l'exécuteur de la haute justice et ceux de Louis Valentin Goëzman supprimés. Goëzman, mis hors de Cour, se démet de sa charge en 1774. Beaumarchais, déchu de ses droits civiques, chercha alors à regagner les faveurs de la Cour en allant négocier avec Morande la destruction de son libelle contre madame du Barry.
Cette affaire a contribué à discréditer le nouveau Parlement Maupeou dans l'opinion publique, une réforme et modernisation importante de l'appareil judiciaire de l'Ancien Régime.